# Funke Bucknor-Obruthe
Funke Bucknor-Obruthe (27 de junio de 1976) es una empresaria y abogada nigeriana. Fundadora y directora ejecutiva de Zapphaire Events, está considerada como una de las pioneras en organización de eventos en su país.

## Biografía

### Primeros años y educación
Hija de Según y Shola Bucknor nació en el estado de Lagos, en el suroeste de Nigeria. Realizó su educación básica en la Fountain Nursery and Primary School en Lagos, y su educación secundaria en Nigeria Navy Secondary School. Posteriormente estudió Derecho en la Universidad de Lagos y después asistió a la Escuela de Derecho nigeriana en Abuya.

### Carrera
Después de ejercer brevemente como abogada, Bucknor-Obruthe trabajó en una agencia de publicidad. En 2003, su interés por la organización de eventos la llevó a fundar Zapphaire Events, una empresa independiente de organización de eventos que trabaja dentro y fuera de Nigeria. Ha ganado varios premios y reconocimientos incluyendo un ofrecimiento del programa de televisión Inside Africa de CNN para organizar una boda real nigeriana. Algunos de ellos incluyen el Premio 'Empresario del Año' (2006), el Premio de la Revista Wedding Planner para la 'Organizadora de Bodas del Año' (2007), Go2girl Life Achievement Awards (2011), Nigerian Events Awards for Outstanding Contribution to the Events Industry (2012), entre otros.

### Vida personal
Bucknor-Obruthe está casada con Onome Obruthe con quien tiene dos hijos. Además es la hermana mayor de la personalidad nigeriana de los medios Tosyn Bucknor.

## Reconocimientos
En 2014, la revista en línea nigeriana YNaija nombró a Bucknor-Obruthe como una de los «10 nigerianos menores de 40 años más poderosos en los negocios». En 2016, fue incluida en la lista de las 100 mujeres de la BBC.

## Obras
- The Essential Bridal Handbook (2015)[13]